# Anochetus exstinctus
Anochetus exstinctus es una especie extinta de hormiga carnívora del género Anochetus, categorizada en la tribu Ponerini, de la subfamilia Ponerinae. Fue descrita por De Andrade en 1994.

## Distribución
Se distribuía por América: República Dominicana.